# کیت کارسون (فیلم ۱۹۲۸)
«کیت کارسون» (انگلیسی: Kit Carson) فیلمی در ژانر وسترن به کارگردانی لوید اینگراهام و آلفرد ال. ورکر است که در سال ۱۹۲۸ منتشر شد.